# شوازل
شوازل (به فرانسوی: Choisel) یک کمون در فرانسه است که در Canton of Chevreuse واقع شده‌است.

## خصوصیات
شوازل ۸٫۷۳ کیلومترمربع مساحت و ۵۳۱ نفر جمعیت دارد و ۸۵ متر بالاتر از سطح دریا واقع شده‌است.